# Okpo Land
Okpo Land là một công viên giải trí tồn tại trong một khoảng thời gian ngắn ở ngoại ô Okpo-dong, Hàn Quốc. Công viên này mở cửa vào năm 1996 nhưng đã ngừng hoạt động vào tháng 5 năm 1999.

## Xây dựng và thiết kế
Công viên Okpo Land tọa lạc trên một sườn núi nhìn ra Okpo-dong, một vùng lân cận của Thành phố Geoje nằm gần xưởng đóng tàu DSME. Công viên này thu hút du khách từ châu Á và nhiều nơi khác trên thế giới và nhanh chóng trở thành một điểm nhấn của ngành kinh doanh du lịch của Hàn Quốc sau Thế vận hội năm 1988 tại Seoul.
Công viên giải trí này có một số tàu lượn siêu tốc, bao gồm một tàu lượn siêu tốc dài, tàu đu đưa "Wickie de Viking", Bumba những chiếc xe điện đụng, đu quay thú nhún và tàu kéo đầu vịt Het Zandkasteel. Okpo Land thậm chí còn có một tòa nhà với một chiếc bể bơi cỡ lớn.

## Tai nạn
Nhiều tờ báo cho rằng công viên này gây ra cái chết cho một cô gái bị ngã khi đi tàu kéo Het Zandkasteel đầu vịt. Cha mẹ của cô gái không nhận được tiền bồi thường, lời xin lỗi, cũng như không nhận được một câu giải thích nào mà công viên vẫn tiếp tục hoạt động bình thường. Tuy nhiên khi đến năm 1999, một cô gái khác bị rơi xuống khỏi một trò chơi cảm giác mạnh và vụ việc trước đó bị mang ra điều tra, nhưng chủ nhân của công viên lập tức mất tích còn công viên bị đóng cửa. Trong vụ tai nạn năm 1996, con tàu bị lật úp khỏi đường ray khiến cô gái tử vong ngay tại chỗ, còn những người khác rơi xuống đất và bị thương nặng. Hiện trưởng xảy ra vụ tai nạn vẫn được giữ nguyên cho tới ngày công viên bị bỏ hoang.

## Lý do đóng cửa
Công viên này đã đóng cửa vào tháng 5 năm 1999, được cho là sau một loạt vụ tai nạn chết người. Tính chính thống của những thông tin này đã gây ra tranh cãi trong vài năm. Một lý do có nhiều khả năng xảy ra hơn đằng sau việc đóng cửa công viên được cho là do các vấn đề tài chính bắt nguồn từ cuộc khủng hoảng kinh tế ảnh hưởng đến Hàn Quốc từ năm 1997 đến năm 1998.

## Tàn tích
Hơn 10 năm sau khi bị bỏ hoang, Okpo Land trở thành điểm đến yêu thích cho các nghệ sĩ graffiti và những người ưa mạo hiểm. Công viên này còn được nhiều người biết đến như một trong những công viên đáng sợ nhất thế giới. Những tàn tích còn lại của Okpo Land đã bị phá bỏ vào năm 2011 để một khách sạn có thể được xây dựng trên vị trí cũ của công viên này. Nhiều tờ báo đã phải nói đến sự u ám về công viên được cho là sầm uất nhất châu Á này. Thậm chí báo Dân Việt cho biết có tin đồn về việc các hồn ma thiếu nữ luôn xuất hiện than khóc.